# Aldo Viglione
Aldo Viglione (Morozzo, 11 settembre 1923 – Moncalieri, 1º dicembre 1988) è stato un avvocato, politico e partigiano italiano.

## Biografia
Aldo Viglione partecipò assai giovane alla Resistenza in Valle Pesio. Ha esercitato la professione di avvocato. Parallelamente alla professione di avvocato si dedicò all'attività politica.
Fu eletto consigliere comunale di Boves e consigliere provinciale di Cuneo per il Partito Socialista Italiano.
Create nel 1970 le Regioni Ordinarie, fu eletto nella prima legislatura (1970-1975) consigliere regionale della Regione Piemonte e nel 1973 fu eletto presidente dell'Assemblea regionale.

Nella seconda legislatura (1975-1980) fu eletto presidente della Giunta regionale grazie all'appoggio a sinistra del PCI.

Nella terza legislatura dal 1983 al 1985 fu nuovamente presidente della Giunta regionale, stavolta però trovando supporto alla sua destra dalla DC.

Nella quarta legislatura nel 1985 fu nuovamente eletto presidente del Consiglio regionale restando in carica fino al giorno della sua morte in un incidente stradale nel 1988.
Fu fautore della banca dati delle leggi regionali e fautore del sistema informativo consiliare (dal 1985 al 1988).

Negli anni del terrorismo coadiuvò intensamente la lotta al terrorismo di tutte le fazioni collaborando con Dino Sanlorenzo e Diego Novelli, politici affini.
Morì in un incidente stradale con la Fiat Croma della regione urtando contro un camion a Moncalieri, alle porte di Torino, mentre proveniva da Cuneo, a causa della forte nebbia.